# Никольская церковь (Нижняя Часовня)
Церковь Николая Чудотворца — утраченная православная церковь Симбирской епархии в слободе Нижняя Часовня города Ульяновска. Построена в 1909 году. Разрушена в 1937 году, в 1955 году местонахождение церкви было затоплено вместе со всей слободой при наполнении Куйбышевского водохранилища.

## История
Впервые в слободе Часовня (с 1914 г. — Нижняя Часовня) Успенским монастырём, возникшим одновременно с городом, была построена часовня, но она была сожжена в 1670 году сподвижниками Стеньки Разина. До 1854 года прихожане слободы были приписаны к Смоленской церкви, затем — к Казанской церкви слободы Канава.
Ещё в 1814 году, в самой крупной Заволжской слободе, хотели построить церковь, но не хватало средств. Но, после покушения в Японии в 1891 году на наследника престола цесаревича Николая Александровича, в слободе Часовня решили строить храм. Летом 1891 года на заседании Симбирской городской думы от 21 июня было принято постановление «Об отводе места в слободе Часовня». А в 1892 году, на средства купца В. В. Крайнова и других благотворителей, началось возведение церкви. Храм, кирпичный однопрестольный с деревянной колокольней, по проекту архитектора В. А. Косякова, по прототипу церкви Милующей иконы Божией Матери в Санкт-Петербурге, был построен в 1909 году. В воскресенье 19 апреля (2 мая) 1909 г. в 12 часов дня состоялось освящение и поднятие крестов на новостроящийся храм. А утром в воскресенье 24 мая 1909 г. архиепископом Симбирским и Сызранским Иаковом (Пятницкий) соборне при многочисленном стечении верующих из города Симбирска вновь построенный храм был освящён.
26 мая 1909 года о ней писала газета «Русское слово»:

«Симбирск, 24 мая. В присутствии двух тысяч народа в заволжской слободе Часовня торжественно освящен каменный храм, сооруженный в память избавления Государя Императора в бытность Его Наследником Цесаревичем во время путешествия по Японии от угрожавшей Ему опасности. Храм выстроен на средства местных благотворителей».

Причт состоял из двоих священников, дьякона и двоих псаломщиков. Прихожанами церкви являлись: сл. Часовня, дер. Петровка, а также верующие Заволжского рабочего посёлка.

## Советское время
В апреле 1930 года Никольская (Николаевская) церковь ещё функционировала и относилась к ВВЦС (Временный высший церковный совет).
Церковь была закрыта после 1937 года, а затем взорвана. В 1956—1957 гг., во время заполнения водой Куйбышевского водохранилища, место, где находился храм, было затоплено.
В 1930-е годы НКВД возбудило два уголовных дела в отношении верующих и служителей церкви в Нижней Часовни:
- 1) № П-4403 «По обвинению церковного сторожа церкви с. Нижняя Часовня Ульяновского района Самаркина Ивана Гордеевича в антисоветской агитации» (начато 8 августа и закончено 11 августа 1937 года). И. Г. Самаркин был расстрелян 27 августа 1937 года. Реабилитирован в 1989 году Ульяновской областной прокуратурой[8].
- 2) № 4830 «О контрреволюционной группе церковников в слободе Нижняя Часовня Ульяновского района» (начато 27 октября и закончено 12 ноября 1937 года). По этому делу к расстрелу приговорили иеромонаха Александра (Александра Дмитриевича Карназеева)[9], мирянина-«церковника» Константина Герасимовича Тимофеева, к 10 годам концлагеря — священника Никанора Акимовича Трушина[10][11], членов церковного совета Алексея Егоровича Сурова[12] и Леонтия Ивановича Грибонова[13], к 8 годам лагеря певчую церковного хора Антонину Ивановну Фёдорову и «активного церковника» Фёдора Николаевича Фёдорова. Все они были реабилитированы Ульяновской облпрокуратурой в 1989 году.

## Духовенство
Протоиереи Пётр Александрович Сергиевский и Сергий Алексеевич Добролюбский, диакон Дмитрий Александрович Немков и диакон-псаломщик Леонид Иванович Иванов (на 1926).

## Описание
Церковь представляла собой высокое одноэтажное здание из красного кирпича неовизантийском стиле с надстроенной высокой деревянной колокольней. Площадь здания составляла 101 кв. сажень. При церкви имелась деревянная сторожка, построенная в 1909 году.